# Muzika na struju
Muzika na struju sedmi je album srpskog sastava Bajaga i instruktori iz 1993. godine.

## Popis pjesama
1. Muzika na struju (3:56)
2. Grad (3:50)
3. Gde si (4:05)
4. Grudi nosi 'ko odlikovanja (3:23)
5. Mali svira (3:11)
6. Lolita (4:33)
7. Na grani (4:40)
8. Jedino to se zove ljubav (5:05)
9. Ovo je Balkan (3:01)
10. Marinina tema (3:57)
11. Nakostrešena mačka (3:17)
12. Golubica (5:12)